# Joaquín Galve Sauras
Joaquín Cristóbal Galve Sauras (Zaragoza, 10 de julio de 1959) es un magistrado español. Presidente del Tribunal Superior de Justicia de Navarra desde 2014, fue reelegido en 2019.

## Biografía
Nacido en Zaragoza. Se licenció en Derecho en la Universidad de Zaragoza.  
Casado con Carmen Uranga Muruzábal, tiene tres hijos: Joaquín, Javier y Teresa, y una nieta: Clara. 

### Carrera judicial
Ingresó en la carrera judicial en 1987. Desempeñó diversos cargos en órganos judiciales de la Comunidad Foral. Comenzó su carrera profesional como juez en los juzgados de distrito de Tafalla y en el número uno de  Pamplona. 
En 1989 ascendió a magistrado. Ejerciendo en el Juzgado de Primera Instancia 4, el de Instrucción 3 y el de lo Contencioso-Administrativo 2 de Pamplona. Juez Decano de Pamplona (1998-2010) y durante cinco años fue miembro del Consejo Asesor de Justicia en Navarra, un órgano de estudio y asesoramiento que busca mejorar la calidad del servicio de la justicia en la Comunidad Foral navarra.
En 2010 presidió la Sala de lo Contencioso-Administrativo hasta 2014.
Es profesor colaborador en la Facultad de Derecho de la Universidad de Navarra, y en la Escuela de Seguridad de Navarra.

### Presidencia del TSJN
En 2014 fue elegido por el Pleno del Consejo General del Poder Judicial como presidente del Tribunal Superior de Justicia de Navarra. En 2019 fue reelegido para un segundo y último mandato.